# ФК «Сокол» Саратов в сезоне 2000
Сезон 2000 года стал для ФК «Сокол» девятым в его истории выступлений в чемпионате России по футболу. После победы, одержанной в гостях над новотроицкой «Ностой» 6 октября, саратовский «Сокол» впервые в своей истории вышел в высший дивизион страны.

## Команда 2000

### Состав команды
- Список игроков, основного состава футбольного клуба «Сокол» Саратов в сезоне 2000 года[2][3].

| №             | Игрок              | Гражданство             | Дата рождения    | Игры (Ч) | Голы (Ч) | Игры (К) | Голы (К) |
| Вратари       | Вратари            | Вратари                 | Вратари          | Вратари  | Вратари  | Вратари  | Вратари  |
| ------------- | ------------------ | ----------------------- | ---------------- | -------- | -------- | -------- | -------- |
|               | Платон Захарчук    | Флаг России             | 10 сентября 1972 | 35       | -23      | 2        | -3       |
|               | Вячеслав Звягин    | Флаг России             | 19 февраля 1971  | 2        | -4       | 1        | -2       |
|               | Зураб Саная        | Флаг России             | 15 апреля 1968   | —        | —        | 2        | —        |
| Защитники     |                    |                         |                  |          |          |          |          |
|               | Альберт Борзенков  | Флаг России             | 3 января 1973    | 33       | 2        | 1        | —        |
|               | Олег Терещенко     | Флаг России             | 13 января 1972   | 10       | —        | 1        | 1        |
|               | Вячеслав Царёв     | Флаг России             | 4 мая 1971       | 24       | —        | 1        | —        |
|               | Александр Коваль   | Флаг Украины            | 3 мая 1974       | 5        | —        | 1        | —        |
|               | Дмитрий Лагутин    | Флаг России             | 19 июля 1971     | 8        | —        | 2        | —        |
|               | Вадим Гарин        | Флаг России             | 14 декабря 1979  | 10       | 1        | 3        | 1        |
|               | Дмитрий Бугаков    | Флаг России             | 19 июня 1979     | 29       | —        | 2        | —        |
|               | Олег Мусин         | Флаг Казахстана         | 12 января 1975   | 20       | —        | 3        | —        |
|               | Юрий Бавыкин       | Флаг России             | 31 марта 1973    | 35       | 5        | 3        | —        |
|               | Владимир Федотов   | Флаг России             | 12 августа 1966  | 31       | —        | 2        | —        |
| Полузащитники |                    |                         |                  |          |          |          |          |
|               | Андрей Данилов     | Флаг России             | 2 января 1974    | 35       | 1        | 4        | —        |
|               | Андрей Дементьев   | Флаг России             | 22 января 1970   | 7        | —        | 2        | —        |
|               | Александр Жидков   | Флаг России             | 9 апреля 1966    | 22       | 3        | 2        | —        |
|               | Андрей Копылов     | Флаг России             | 9 декабря 1972   | 13       | —        | 1        | —        |
|               | Дмитрий Кузнецов   | Флаг России             | 28 августа 1965  | 16       | 2        | 3        | 1        |
|               | Леонид Маркевич    | Флаг России             | 15 августа 1973  | 34       | 13       | 4        | —        |
|               | Равиль Монасипов   | Флаг России             | 27 мая 1967      | 4        | —        | 1        | —        |
|               | Виталий Самойлов   | Флаг Украины            | 1 марта 1975     | 23       | 3        | 1        | —        |
|               | Вадим Соколов      | Флаг России             | 9 декабря 1971   | 23       | 1        | 3        | 1        |
|               | Владимир Татарчук  | Флаг России             | 25 апреля 1966   | 5        | 1        | 2        | —        |
| Нападающие    |                    |                         |                  |          |          |          |          |
|               | Михаил Джишкариани | Флаг Грузии (1990—2004) | 1 ноября 1969    | 4        | —        | 1        | —        |
|               | Андрей Князев      | Флаг России             | 25 сентября 1974 | 12       | 4        | 2        | 3        |
|               | Андрей Федьков     | Флаг России             | 4 июля 1971      | 33       | 26       | 3        | 2        |
|               | Михаил Никитин     | Флаг России             | 26 ноября 1971   | 33       | 12       | 2        | 1        |
|               | Сергей Зозуля      | Флаг России             | 7 февраля 1977   | 14       | —        | 2        | 2        |

## Первый дивизион ПФЛ 2000
Основная статья: Первый дивизион ПФЛ 2000

### Результаты матчей
| 9 апреля 2000 1-й тур | Сокол       | 1:0 (1:0) | Волгарь-Газпром | Саратов                                                               |
| | Соколов 24′ | [ 4 ]     |                 | Стадион: «Локомотив» (+12 °) Зрителей: 15 200 Судья: Сорокин (Москва) |
| Сокол: Захарчук, Кузнецов, Бугаков, Бавыкин, Жидков, Соколов, Никитин (Федьков, 65), Федотов, Маркевич (Монасипов, 63), Самойлов (Борзенков, 78), Джишкариани. Волгарь-Газпром: Коваленко, Красавин, Шелег, Фещенко, Кудряшов, Матюхин (Ефремов, 63), Анисимов, Шульга, Вишневский, Амбидзе (Андреев,46), Кротов (Шушляков, 46). |             |           |                 |                                                                       |

| 19 апр. 2000 3-й тур | Металлург Лп | 0:0 (0:0) | Сокол | Липецк                                                                 |
| |              | [ 5 ]     |       | Стадион: «Металлург» (+22 °) Зрителей: 12 000 Судья: Мартынов (Москва) |
| Металлург Лп: Чиненов, Чуриков, Харьковщенко, Жюкас, Ермаков, Мязин, Сидоров (Макаров, 59), Неучев, Малин, Сигачев (Зубчук, 85), Морозов (Киримов, 46). Сокол: Захарчук, Царёв, Бугаков, Бавыкин, Жидков, Соколов, Никитин (Федьков, 63), Федотов, Маркевич (Борзенков, 57), Самойлов (Данилов, 69), Джишкариани |              |           |       |                                                                        |

| 22 апр. 2000 4-й тур | Арсенал | 0:0 (0:0) | Сокол | Тула |
| |         | [ 6 ]     |       | Стадион: Центральный стадион «Арсенал» (+15 °, во втором тайме — дождь) Зрителей: 18 300 Судья: Эрзиманов (Москва) |
| Арсенал: КЛЕЙМЕНОВ, Самарони, Гвилдис, Лотков, Яблонский (к), Елисеев (Юрищев, 70), Лемешко (Кушнир, 78), Куценко, Жеваченко, Мингачев (Юдин, 74), Ермилов Сокол: Захарчук, Царёв, Бугаков, Бавыкин, Борзенков, Соколов (к), Самойлов (Данилов, 58), Федотов, Федьков, Монасипов (Маркевич, 38) Джишкариани (Никитин, 69) |         |           |       | |

| 29 апр. 2000 5-й тур | Сокол       | 1:0 (0:0) | Балтика | Саратов                                                                        |
| | Данилов 57′ | [ 7 ]     |         | Стадион: «Локомотив» (+17 °) Зрителей: 14 000 Судья: Масляев (Нижний Новгород) |
| Сокол: Захарчук, Царёв, Бугаков, Бавыкин, Жидков, Борзенков, Данилов, Федотов, Маркевич, (Самойлов, 66), Федьков, Джишкариани (Никитин, 12) Балтика: Кляшторный, Акимов, (О.Сальников, 84), Джяукштас, Чудин, Дубинский, Скляров, Кочерга, Баранов, (Чепаускас, 87), Егоров, Прошин, Силин, (Блохин, 73) |             |           |         |                                                                                |

| 2 мая 2000 6-й тур | Сокол           | 2:1 (1:1) | Локомотив СПб     | Саратов                                                                    |
| | Федьков 32′ 59′ | [ 8 ]     | 25′ (пен.) Лычкин | Стадион: «Локомотив» (+1 °) Зрителей: 9000 Судья: Юлгушов (Ростов-на-Дону) |
| Сокол: Захарчук, Царёв, Бугаков, Бавыкин (Кузнецов, 76), Жидков, Борзенков, Данилов, Федотов, Никитин (Зозуля, 64. Маркевич, 87), Самойлов, Федьков. Локомотив СПб: Владимиров, Лебедев, Кушов, Киселев, Левковский, Васильев, Г.Джеладзе, Восканян (Акиндинов, 69), В.Иванов, Суанов, Лычкин (Григорьев, 55). |                 |           |                   |                                                                            |

| 9 мая 2000 7-й тур | Амкар | 0:1 (0:0) | Сокол         | Пермь                                                             |
| |       | [ 9 ]     | 66′ Борзенков | Стадион: «Звезда» (+14 °) Зрителей: 18 200 Судья: Плахов (Москва) |
| Амкар: Плотников, Попов, Хузин, Путилин, Ярков, Лапшин (Матвеев, 69), Галеутдинов, Фоменко (Павлюкович, 56), Парамонов, Рыбаков, Шпитальный (Хайрулин, 46) Сокол: Захарчук, Царёв, Бугаков, Бавыкин, Жидков, Борзенков, Данилов, Федотов, Маркевич (Лагутин, 84), Самойлов (Зозуля,64), Никитин (Кузнецов, 83) |       |           |               |                                                                   |

| 12 мая 2000 8-й тур | Газовик-Газпром | 0:1 (0:0) | Сокол        | Ижевск |
| |                 | [ 10 ]    | 54′ Маркевич | Стадион: Центральный республиканский стадион «Газовик-Газпром» (+17 °) Зрителей: 9000 Судья: Ключников (Ростов-на-Дону) |
| Газовик-Газпром: Чекмарев, Курилов, Марцун, Емельянов, Холмогоров, Евсеев, Гетиков, Кобозев, Амиров, Сидоров (Максимчук, 76), Топоров (Иванов, 65) Сокол: Захарчук, Царёв, Бугаков, Бавыкин (Дементьев, 89), Жидков, Борзенков, Данилов, Федотов, Маркевич (Лагутин, 88), Никитин (Зозуля, 73), Мусин |                 |           |              | |

| 19 мая 2000 9-й тур | Сокол                           | 2:0 (1:0) | Торпедо-ЗИЛ | Саратов                                                                |
| | Маркевич 19′ · АГАЕВ 77′ (авт.) | [ 11 ]    |             | Стадион: «Локомотив» (+7 °) Зрителей: 14 500 Судья: Лонский (Смоленск) |
| Сокол: Захарчук, Царёв, Бугаков, Бавыкин, Жидков (к), Борзенков, Данилов, Федотов, Маркевич (Татарчук, 62) (Лагутин, 87), Никитин (Мусин, 42), Федьков Торпедо-ЗИЛ: Помазун, Ещенко, Синев (к), Агаев, Демин, Семенов, Б.АДЖИНДЖАЛ, Камнев (Сергеев, 46), Р.Аджинджал (Смирнов, 68), Климов, Стумбрис |                                 |           |             |                                                                        |

| 22 мая 2000 10-й тур | Сокол                                | 3:0 (1:0) | Томь | Саратов                                                                |
| | Самойлов 40′ 60′ · Жидков 55′ (пен.) | [ 12 ]    |      | Стадион: «Локомотив» (+12 °) Зрителей: 14 000 Судья: Баскаков (Москва) |
| Сокол: Захарчук, Царёв, Бугаков, Бавыкин (Никитин, 63), Жидков, Борзенков, Данилов (Дементьев, 72), Федотов (Мусин, 78), Маркевич, Самойлов, Зозуля Томь: Екимов, Щиголев, Ирзаев, Барышев, Коновалов, Селютин (Агеев, 63), Харламов (Борисик, 27), Кандалинцев, Прокудин, Кудинов, Себелев (Милованов, 75) |                                      |           |      |                                                                        |

| 29 мая 2000 11-й тур | Спартак Нч | 0:0 (0:0) | Сокол | Нальчик                                                                                  |
| |            | [ 13 ]    |       | Стадион: Республиканский стадион «Спартак» (+20 °) Зрителей: 8000 Судья: Костин (Москва) |
| Спартак Нч: Панченко, Деменко, Хуако, Кудаев, Искаков, Скворцов (Романов, 66), Аутлев (Остривний, 44), Баско, Лукьянчиков (Узденов, 37), Дзейтов, Цыбуль Сокол: Захарчук, Царёв, Бугаков (Татарчук, 46), Бавыкин, Жидков, Борзенков (Мусин, 63), Данилов, Федотов, Маркевич, Самойлов, Зозуля (Никитин, 53) |            |           |       |                                                                                          |

| 1 июня 2000 12-й тур | Жемчужина | 0:2 (0:1) | Сокол                    | Сочи                                                                         |
| |           | [ 14 ]    | 29′ Никитин 80′ Маркевич | Стадион: «Центральный стадион» (+20 °) Зрителей: 2000 Судья: Тихомиров (Южа) |
| Жемчужина: Ледовских, Бондарев (Пиняскин, 38), Яковенко, Оленин, Горелов (Сулейманов, 38), Гальмаков (Кокоев, 74), Кузнецов, Агеев, Гогричиани, Чобан, Богатырев Сокол: Захарчук, Царёв, Мусин, Бавыкин (Данилов, 81), Жидков, Борзенков, Никитин (Маркевич, 56), Федотов, Татарчук (Лагутин, 42), Самойлов, Федьков |           |           |                          |                                                                              |

| 8 июня 2000 13-й тур | Сокол                      | 2:1 (2:0) | Лада       | Саратов                                                              |
| | Федьков 14′ · Маркевич 28′ | [ 15 ]    | 85′ Бобров | Стадион: «Локомотив» (+26 °) Зрителей: 14 100 Судья: Плахов (Москва) |
| Сокол: Захарчук, Царёв, Мусин, Бавыкин, Жидков (Бугаков, 81), Борзенков, Никитин (Соколов, 74), Федотов, Маркевич, Данилов, Федьков (Дементьев, 89) Лада: Володин, Калешин (Бровин, 77), Шипулин, Годунок, Мурнов (Гатилов, 52), Белозеров, Чебураев, Гиппот, Чернов, Бобров, Верещак (Хутов, 36) |                            |           |            |                                                                      |

| 11 июня 2000 14-й тур | Сокол                     | 2:0 (1:0) | Носта | Саратов                                                           |
| | Никитин 38′ · Федьков 63′ | [ 16 ]    |       | Стадион: «Локомотив» (+19 °) Зрителей: 12 500 Судья: Гешко (Омск) |
| Сокол: Захарчук, Царёв, Мусин (Бугаков, 44), Бавыкин, Жидков (Соколов, 65), Борзенков, Никитин, Федотов, Маркевич (Зозуля, 86), Данилов, Федьков Носта: Герасин, Сальников (Шарипов, 68), Узаков, Кобцев, Грошев, Пискунов, Бояринцев, В.Иванов, Мирочник (Ю.Коновалов, 46), Г.Иванов (Рылов, 73), Решитка |                           |           |       |                                                                   |

| 18 июня 2000 15-й тур | Шинник | 0:0 (0:0) | Сокол | Ярославль                                                                  |
| |        | [ 17 ]    |       | Стадион: «Шинник» (+18 °, пасмурно) Зрителей: 9000 Судья: Сорокин (Москва) |
| Шинник: Алексеев, Потехин, Липко, Кульчий, Иванов, Шевченко, Новгородов, Бакалец (Кочарыгин, 59), Кузнецов (Сергиенко, 74), Скоков, Зацепин (Егунов, 84) Сокол: Захарчук, Царёв, Бугаков, Бавыкин, Жидков, Борзенков, Никитин (Зозуля, 85), Федотов, Соколов (Маркевич, 22), Данилов, Федьков (Мусин, 52) |        |           |       |                                                                            |

| 21 июня 2000 16-й тур | Кристалл         | 1:3 (1:0) | Сокол                          | Смоленск                                                           |
| | Царёв 16′ (авт.) | [ 18 ]    | 50′ Маркевич · 79′ 90′ Федьков | Стадион: «Спартак» (+12 °) Зрителей: 5000 Судья: Сафронов (Москва) |
| Кристалл: Королев, Коганов, Дымарчук (Серегин, 21), Сафронов, Гунько, Контиев, Журавель, Шипилов, Опря, Шевченко, Мордвинов Сокол: Захарчук, Царёв, Бугаков, Бавыкин, Жидков, Борзенков, Никитин (Лагутин, 86), Федотов, Мусин (Маркевич, 50), Данилов (Соколов, 73), Федьков |                  |           |                                |                                                                    |

| 28 июня 2000 17-й тур | Сокол                         | 3:0 (3:0) | Металлург Кр | Саратов                                                                   |
| | Никитин 13′ 36′ · Федьков 33′ | [ 19 ]    |              | Стадион: «Локомотив» (+30 °) Зрителей: 12 000 Судья: Веселовский (Москва) |
| Сокол: Захарчук, Царёв (Гарин, 52), Бугаков, Бавыкин, Соколов, Борзенков, Никитин, Федотов (Зозуля, 46), Маркевич, Дементьев (Данилов, 16), Федьков Металлург Кр: Игошин, Симонов, Белохонов, Банщиков, Брюханов, Кошелюк, Новик, Служителев, Яблонский (Алексеев, 69), Зеленов, Макушев (Алякринский, 46) |                               |           |              |                                                                           |

| 1 июля 2000 18-й тур | Сокол                     | 2:1 (1:1) | Локомотив Ч | Саратов                                                                |
| | Федьков 26′ · Никитин 48′ | [ 20 ]    | 5′ Алхимов  | Стадион: «Локомотив» (+27 °) Зрителей: 12 000 Судья: Талагаев (Мытищи) |
| Сокол: Захарчук, Царёв, Бугаков, Бавыкин (Гарин, 25), Соколов, Борзенков, Никитин, Федотов (Данилов, 46), Маркевич (Мусин, 74), Зозуля, Федьков Локомотив Ч: Дьяконов (Смыслов, 59), Таран, Гармашов, Попов, Бодялов, Бурдинский, Строенко (Евглевский, 59), Горбатенко, Макиенко (Семенов, 74), Крейсман, Алхимов |                           |           |             |                                                                        |

| 8 июля 2000 19-й тур | Рубин                 | 2:0 (0:0) | Сокол | Казань                                                                                |
| | НЕЧАЕВ 53′ · РАЖО 88′ | [ 21 ]    |       | Стадион: «Центральный стадион» (+23 °, ясно) Зрителей: 12 000 Судья: Киселев (Москва) |
| Рубин: ГАУС, Федоров, Харламов (к), Зизилев, Карасев, Дьячков, Нечаев (Ражо, 73), Мустафин, Филиппов, Бесчастных (Байрашев,72), Чупак (Парцикян, 30) Сокол: Захарчук, Царёв, Бугаков, Бавыкин, Соколов (к) (Татарчук, 80), Борзенков, Никитин (Князев, 73), Федотов (Зозуля, 78), Маркевич, Данилов, Федьков |                       |           |       |                                                                                       |

| 11 июля 2000 20-й тур | Спартак-Чукотка | 1:4 (1:1) | Сокол                                         | Москва                                                                                                 |
| | Лутовинов 33′   | [ 22 ]    | 21′ 73′ Никитин · 48′ Маркевич · 80′ Татарчук | Стадион: «Стадион «Торпедо» имени Эдуарда Стрельцова» (+23 °) Зрителей: 1500 Судья: Сухина (Малаховка) |
| Спартак-Чукотка: Маркелов, Николич, Баленко, Соловьёв, Борисов, Павленко, Лутовинов, Скобляков, Шелест, Шмаков, Поликарпов (Коробочка, 34) Сокол: Захарчук, Царёв, Бугаков, Бавыкин (Лагутин, 83), Соколов, Борзенков, Никитин, Федотов (Мусин, 49), Маркевич, Данилов, Федьков (Татарчук, 59) |                 |           |                                               | |

| 7 августа 2000 22-й тур | Волгарь-Газпром | 0:1 (0:1) | Сокол       | Астрахань                                                                                           |
| |                 | [ 23 ]    | 14′ Никитин | Стадион: Центральный стадион «Волгарь-Газпром» (+35 °) Зрителей: 19 000 Судья: Коровкин (Ярославль) |
| Волгарь-Газпром: Коваленко, Красавин, Исаков, Шелег, Кудряшов, Ефремов (Прошин, 55), Анисимов (Кротов, 74), Шульга (Суанов, 30), Вишневский, Авалян, Шушляков Сокол: Захарчук, Царёв, Бугаков, Бавыкин, Жидков, Борзенков, Никитин (Маркевич, 69), Соколов (Терещенко, 76), Самойлов, Данилов (Федотов, 87), Федьков |                 |           |             | |

| 14 авг. 2000 23-й тур | Сокол                                                              | 5:2 (1:1) | Металлург Лп            | Саратов                                                           |
| | Федьков 40′ · Жидков 70′ · Маркевич 71′ · Бавыкин 80′ · Князев 90′ | [ 24 ]    | 13′ Малин · 89′ Рязанов | Стадион: «Локомотив» (+28 °) Зрителей: 14 000 Судья: Лушин (Сочи) |
| Сокол: Захарчук, Царёв (Кузнецов, 46), Терещенко, Бавыкин, Жидков, Борзенков, Никитин (Князев, 73), Соколов (Маркевич, 30), Самойлов, Данилов, Федьков Металлург Лп: Иванов, Чумаченко, Бурлаченко, Жуненко, Макаров (Тимашов, 71), Мязин, Харьковщенко, Малин, Тутиченко (Неучев, 81), Вековищев, Зацепин (Рязанов, 83) |                                                                    |           |                         |                                                                   |

| 17 авг. 2000 24-й тур | Сокол                                         | 3:0 (0:0) | Арсенал | Саратов                                                               |
| | Князев 72′ · Федьков 85′ (пен.) · Никитин 90′ | [ 25 ]    |         | Стадион: «Локомотив» (+23 °) Зрителей: 14 500 Судья: Матюнин (Москва) |
| Сокол: Захарчук, Кузнецов, Терещенко (Федотов, 74), Бавыкин, Жидков, Борзенков, Князев, Маркевич (Никитин, 36), Самойлов (Копылов, 58), Данилов, Федьков Арсенал: Клейменов, Кушнир, Иванков, Гвилдис (Тарасов, 80), Яблонский, Юрищев (Митин, 78), Адрович, Зезин (Кузьмичев, 78), Герасимов, Юдин, Елисеев |                                               |           |         |                                                                       |

| 24 авг. 2000 25-й тур | Балтика     | 1:0 (1:0) | Сокол | Калининград                                                               |
| | Лемешко 26′ | [ 26 ]    |       | Стадион: «Балтика» (+18 °) Зрителей: 10 000 Судья: Макаров (Великие Луки) |
| Балтика: Кляшторный, Скляров, Джяукштас, Чудин, Дубинский, Низовцев, Лемешко (Гальянов, 81), Джеладзе, Сальников, Егоров (Кочерга, 69. Лисаковский, 85), Силин Сокол: Захарчук, Кузнецов (Зозуля, 61), Бугаков, Бавыкин, Жидков, Борзенков, Князев (Соколов, 20), Маркевич, Самойлов, Данилов, Федьков (Никитин, 72) |             |           |       |                                                                           |

| 27 авг. 2000 26-й тур | Локомотив СПб | 0:2 (0:1) | Сокол                    | Санкт-Петербург                                                                              |
| |               | [ 27 ]    | 18′ Жидков · 54′ Бавыкин | Стадион: «Стадион имени Кирова» (+18 °, солнечно) Зрителей: 600 Судья: Гвардис (Калининград) |
| Локомотив СПб: Максимов, Лебедев, В.Алексеев, Киселев, Левковский, Лопатин, Костылев (Кирилловых, 74), Григорьев, Иванов (Зотиков, 70), Мещеряков (Класс, 46), Кушов Сокол: Захарчук, Кузнецов, Бугаков (Копылов, 70), Бавыкин, Жидков (Мусин, 77), Борзенков, Никитин (Соколов, 46), Федотов, Князев, Данилов, Федьков |               |           |                          |                                                                                              |

| 3 сент. 2000 27-й тур | Сокол                                    | 3:1 (0:1) | Амкар       | Саратов                                                                       |
| | Федьков 47′ · Кузнецов 85′ · Бавыкин 89′ | [ 28 ]    | 43′ Матвеев | Стадион: «Локомотив» (+26 °) Зрителей: 14 800 Судья: Егоров (Нижний Новгород) |
| Сокол: Захарчук, Кузнецов, Терещенко, Бавыкин, Жидков (Соколов, 46. Мусин, 55), Борзенков, Князев (Маркевич, 33), Федотов, Самойлов, Данилов, Федьков Амкар: Плотников, Попов, Хузин, Путилин, Ярков, Казалов, Савочкин, Фоменко, Матвеев (Парамонов, 60), Ахметгалиев, Лутовинов (Рыбаков, 72) |                                          |           |             |                                                                               |

| 6 сент. 2000 28-й тур | Сокол                                                 | 5:0 (2:0) | Газовик-Газпром | Саратов                                                                |
| | Федьков 25′ 39′ (пен.) 78′ (пен.) 87′ · Борзенков 68′ | [ 29 ]    |                 | Стадион: «Локомотив» (+27 °) Зрителей: 15 000 Судья: Баскаков (Москва) |
| Сокол: Захарчук, Кузнецов, Бугаков (Жидков, 46), Бавыкин, Маркевич, Борзенков, Никитин (Зозуля, 69), Федотов, Самойлов, Копылов (Данилов, 58), Федьков Газовик-Газпром: Степанов, Курилов, Марцун (Максимчук, 49), Ронжин, Холмогоров, Емельянов, Гетиков, Кобозев, Семянов, Сидоров (Завьялов, 58), Топоров (Иванов, 60) |                                                       |           |                 |                                                                        |

| 13 сент. 2000 29-й тур | Торпедо-ЗИЛ                | 2:2 (1:1) | Сокол                      | Москва |
| | Лебедь 3′ · А. Смирнов 77′ | [ 30 ]    | 45′ Федьков · 80′ Кузнецов | Стадион: «Стадион «Торпедо» имени Эдуарда Стрельцова» (+14 °) Зрителей: 4000 Судья: Безубяк (Санкт-Петербург) |
| Торпедо-ЗИЛ: Козко, Д. Смирнов, Синев, Стумбрис, Арифуллин (Бородкин, 17), Семенов, Б. Аджинджал, Агаев (Попович, 62), Р. Аджинджал, А. Смирнов, Лебедь (Климов, 76) Сокол: Захарчук, м, Бугаков, Бавыкин (Никитин, 78), Гарин, Борзенков, Копылов (Терещенко, 70), Федотов, Самойлов (Данилов, 32), Маркевич, Федьков |                            |           |                            | |

| 16 сент. 2000 30-й тур | Томь            | 1:2 (1:1) | Сокол                   | Томск                                                            |
| | Кандалинцев 13′ | [ 31 ]    | 10′ Гарин · 66′ Бавыкин | Стадион: «Труд» (+10 °) Зрителей: 11 000 Судья: Ходырев (Москва) |
| Томь: Екимов, Щиголев, Исайченко, Перминов, Коновалов, Силютин, Жуков (Борисик, 62), Кандалинцев, Зеленов (Кавецкий, 69), Агеев (Милованов, 62), Чернов Сокол: Захарчук, Кузнецов, Бугаков, Бавыкин, Гарин, Маркевич, Князев (Зозуля, 46. Копылов, 87), Федотов, Самойлов, Мусин, Федьков (Данилов, 89) |                 |           |                         |                                                                  |

| 23 сент. 2000 31-й тур | Сокол                                   | 3:0 (0:0) | Спартак Нч | Саратов                                                                |
| | Князев 60′ · Федьков 62′ · Самойлов 67′ | [ 32 ]    |            | Стадион: «Локомотив» (+6 °) Зрителей: 11 500 Судья: Грехов (Ульяновск) |
| Сокол: Захарчук, Кузнецов, Бугаков, Бавыкин (Соколов, 74), Гарин, Борзенков, Никитин (Князев, 55), Федотов (Данилов, 46), Самойлов, Маркевич, Федьков Спартак Нч: Кращенко, Шипшев (Григорян, 69), Дзейтов (Карапетян, 71), Кудаев, Искаков, Остривний, Калешин, Баско, Лукьянчиков (Кунижев, 74), Скворцов, Цыбуль |                                         |           |            |                                                                        |

| 26 сент. 2000 32-й тур | Сокол                                 | 3:1 (0:0) | Жемчужина | Саратов                                                                         |
| | Федьков 83′ 90′ (пен.) · Маркевич 89′ | [ 33 ]    |           | Стадион: «Локомотив» (+10 °) Зрителей: 11 000 Судья: Левников (Санкт-Петербург) |
| Сокол: Захарчук, Кузнецов, Бугаков (Соколов, 61), Бавыкин, Гарин, Борзенков, Маркевич, Князев (Зозуля, 66), Самойлов, Данилов (Копылов, 46), Федьков Жемчужина: Ледовских, Кашенцев, Яковенко (Чобан, 75), Гетман, Горелов, Максимов, Коберский (Сулейманов, 66), Калайджян, Аветисян (Сонин, 32), Бондарев, Богатырев |                                       |           |           |                                                                                 |

| 3 окт. 2000 33-й тур | Лада                                   | 3:4 (0:1) | Сокол                                        | Тольятти                                                           |
| | Бобров 58′ · Токарев 62′ · Верещак 81′ | [ 34 ]    | 12′ Маркевич · 52′ 54′ Федьков · 78′ Никитин | Стадион: «Торпедо» (+11 °) Зрителей: 2000 Судья: Иванов (Кострома) |
| Лада: Соловьев, Калешин, Шипулин, Годунок, Мурнов, Табаков, Гатилов, Гиппот (Чебураев, 61), Бобров, Емельянов (Токарев, 7), Верещак Сокол: Захарчук, Кузнецов, Соколов, Бавыкин, Гарин, Борзенков, Маркевич (Никитин, 69), Федотов, Самойлов (Мусин, 76), Копылов (Данилов, 63), Федьков |                                        |           |                                              |                                                                    |

| 6 окт. 2000 34-й тур | Носта     | 1:3 (1:1) | Сокол                                | Новотроицк                                                        |
| | Рылов 27′ | [ 35 ]    | 30′ 63′ (пен.) Федьков · 88′ Никитин | Стадион: «Металлург» (+5 °) Зрителей: 8000 Судья: Каюмов (Москва) |
| Носта: Герасин, Шкурин, Узаков, Дорофеев, Грошев, Сальников, Бояринцев, Рылов, В. Иванов, Бельков, Шевченко (Ванжула, 78) Сокол: Захарчук, Кузнецов, Царёв, Бавыкин, Соколов, Борзенков, Маркевич (Никитин, 64), Федотов, Самойлов (Терещенко, 78), Копылов (Мусин, 85), Федьков |           |           |                                      |                                                                   |

| 13 окт. 2000 35-й тур | Сокол                     | 2:0 (0:0) | Шинник | Саратов                                                                      |
| | Никитин 59′ · Федьков 89′ | [ 36 ]    |        | Стадион: «Локомотив» (+3 °) Зрителей: 13 500 Судья: Устинов (Павлово-на-Оке) |
| Сокол: Захарчук, Кузнецов (Никитин, 52), Царёв, Бавыкин, Соколов, Борзенков, Маркевич (Терещенко, 83), Федотов, Самойлов, Копылов (Данилов, 61), Федьков Шинник: Гутеев, Фузайлов, Липко (Ширшаков, 85), Кульчий, Васильев, Шевченко, Новгородов, Скоков, Ю. Кузнецов (Карпенко, 63), Бакалец, Гаврилин |                           |           |        |                                                                              |

| 16 окт. 2000 36-й тур | Сокол                                               | 6:2 (1:1) | Кристалл                   | Саратов                                                                  |
| | Маркевич 6′ 70′ 72′ 83′ · Федьков 79′ · Бавыкин 88′ | [ 37 ]    | 35′ (пен.) 76′ Студзинский | Стадион: «Локомотив» (+4 °) Зрителей: 7000 Судья: Макаров (Великие Луки) |
| Сокол: Захарчук, Терещенко (Никитин, 55), Царёв, Бавыкин, Гарин (Бугаков, 46), Мусин, Маркевич, Соколов, Самойлов, Данилов (Копылов, 80), Федьков Кристалл: Королев, Коганов, Контиев, Джеладзе, Гунько, Студзинский, Журавель, Шипилов, Яковенко (Коваленко, 80), Соляник (Рындюк, 73), Дзюбенко (Нежелев, 68) |                                                     |           |                            |                                                                          |

| 23 окт. 2000 37-й тур | Металлург Кр                         | 2:0 (0:0) | Сокол | Красноярск                                                                         |
| | Белохонов 55′ (пен.) · Герасимов 74′ | [ 38 ]    |       | Стадион: «Центральный стадион» (-5 °) Зрителей: 3000 Судья: Галимов (Екатеринбург) |
| Металлург Кр: Игошин, Куга, Симонов, Проценко, Алякринский, Кошелюк, Харитонов, Алферов, Белохонов, Герасимов, Яблонский Сокол: Звягин, Терещенко, Бугаков, Мусин (Копылов, 46), Гарин, Монасипов, Никитин (Князев, 46), Лагутин, Данилов, Федьков, Дементьев |                                      |           |       |                                                                                    |

| 26 окт. 2000 38-й тур | Локомотив Ч                | 2:1 (1:0) | Сокол      | Чита                                                              |
| | Гармашов 44′ · Алхимов 62′ | [ 39 ]    | 70′ Князев | Стадион: «Локомотив» (-8 °) Зрителей: 7500 Судья: Пуеров (Курган) |
| Локомотив Ч: Дьяконов, Осипов, Недорезов, Гармашов, Бодялов, Бурдинский, Крейсман, Евглевский, Макиенко (Поляков, 72), Горбатенко, Алхимов Сокол: Звягин, Терещенко, Бугаков, Мусин, Гарин, Монасипов (Князев, 46), Никитин, Дементьев, Лагутин, Данилов (Копылов, 46), Федьков |                            |           |            |                                                                   |

| 1 нояб. 2000 39-й тур | Сокол       | 1:2 (1:0) | Рубин                     | Саратов                                                               |
| | Федьков 14′ | [ 40 ]    | 80′ Федоров · 90′ Шаронов | Стадион: «Локомотив» (+10 °) Зрителей: 14 000 Судья: Ходырев (Москва) |
| Сокол: Захарчук, Дементьев (Данилов, 35), Царёв, Бавыкин, Жидков, Борзенков (Мусин, 68), Соколов, Федотов, Маркевич (Князев, 60), Копылов, Федьков Рубин: Гаус, Федоров, Меерович, Зизилев, Парцикян, Шаронов, Байрашев, Мустафин, В. Филиппов (Нечаев, 68), Меньщиков (Ражо, 46), Бесчастных (Бурлаков, 68) |             |           |                           |                                                                       |